# Бандита
„Бандита“ (на английски: The Goon) е комикс, създаден от Ерик Пауъл през 1999 г.
Разказва се за Бандита – представител на престъпника Лабразио, който все се натъква на неприятности като зомбита, роботи, извънземни и други подобни.

## Броеве
1. The Goon и семейният гроб-The Goon и Франки се изправят срещу Хюстъс и неговите ``деца``
2. The Goon в лапите на проклетия д-р Сплав
3. Изгубената история на The Goon
4. Морската вещица И Ужасяващият Боги
5. Среща с Хелбой
6. Дамата вампир трябваше да умре
7. The Goon в измерението на човекоядното око
8. Диаболичният доктор Сплав се въздига отново
9. Конноядното дърво
10. Заплащането – Специален 25 центов брой-Ужаси по Хелоуин